# Omani Super Cup
Der Omani Super Cup ist ein Fußballwettbewerb in Oman. Er wurde erstmals 1998 ausgetragen und fand seither mit mehreren Unterbrechungen statt. Er ist der Auftakt zur omanischen Fußball-Saison und wird zwischen dem Sieger der Oman Professional League und dem Gewinner des Oman Cups in einem Spiel ermittelt.

## Titelträger

### Nach Jahren
| Saison | Gewinner       | Verlierer      | Ergebnis         |
| ------ | -------------- | -------------- | ---------------- |
| 1998   | Dhofar SCSC    | Al-Seeb Club   | 2:1              |
| 2000   | Al-Oruba SC    | Dhofar SCSC    | 1:1 (10:9 i. E.) |
| 2002   | Al-Oruba SC    | Al-Nasr SCSC   | 2:1              |
| 2003   | Muscat Club    | Al-Seeb Club   | 3:2              |
| 2004   | Muscat Club    | Dhofar SCSC    | 2:1              |
| 2008   | Al-Oruba SC    | Sur SC         | 2:0              |
| 2009   | Al-Nahda Club  | Al-Suwaiq Club | 1:0              |
| 2010   | Saham SC       | Al-Suwaiq Club | 1:0              |
| 2011   | Al-Oruba SC    | Al-Suwaiq Club | 3:0              |
| 2012   | Fanja SC       | Dhofar SCSC    | 1:0              |
| 2013   | Al-Suwaiq Club | Fanja SC       | 2:1              |
| 2014   | Al-Nahda Club  | Fanja SC       | 0:0 (8:7 i. E.)  |
| 2015   | Fanja SC       | Al-Oruba SC    | 3-0 kampflos     |
| 2016   | Saham SC       | Fanja SC       | 1:0              |
| 2017   | Dhofar SCSC    | Al-Suwaiq Club | 2:1              |
| 2018   | Al-Nasr SCSC   | Al-Suwaiq Club | 0:0 (4:2 i. E.)  |
| 2019   | Dhofar SCSC    | Sur SC         | 4:0              |
| 2022   | Al-Seeb Club   | Al-Nahda Club  | 2:0              |
| 2023   | Al-Seeb Club   | Al-Nahda Club  | 3:1              |
| 2024   | Dhofar SCSC    | Al-Seeb Club   | 3:2              |

### Nach Stadt
| Stadt        | Titel | Verein                             |
| ------------ | ----- | ---------------------------------- |
| Sur          | 4     | Al-Oruba SC (4)                    |
| Maskat       | 4     | Muscat Club (2), Al-Nahda Club (2) |
| Salala       | 3     | Dhofar SCSC (2), Al-Nasr SCSC (1)  |
| Saham        | 2     | Saham SC (2)                       |
| Fanja SC     | 2     | Fanja SC (2)                       |
| Al-Suwaiq    | 1     | Al-Suwaiq Club (1)                 |
| Al-Nasr SCSC | 1     | Al-Nasr SCSC (1)                   |
| Sib          | 2     | Al-Seeb Club (2)                   |

### Nach Fußballverein
| Verein         | Sieg(e) | Jahr(e)                |
| -------------- | ------- | ---------------------- |
| Al-Oruba SC    | 4       | 2000, 2002, 2008, 2011 |
| Dhofar SCSC    | 2       | 1999, 2017             |
| Muscat Club    | 2       | 2004, 2005             |
| Al-Nahda Club  | 2       | 2009, 2014             |
| Saham SC       | 2       | 2010, 2016             |
| Fanja SC       | 2       | 2012, 2015             |
| Al-Seeb Club   | 2       | 2022, 2023             |
| Al-Suwaiq Club | 1       | 2013                   |
| Al-Nasr SCSC   | 1       | 2018                   |